# Alex de Jong
Alex de Jong (Kollum, 11 november 1967) is een Nederlandse fantasyschrijver en uitgever. Zijn eerste roman, De Raad van Zeven, werd in 2003 uitgebracht door uitgeverij Attest Fantasy. Als eerste Nederlander won hij met deze roman de Elf Fantasy Award, de lezersprijs van Elf Fantasy Magazine.

## Biografie
De Jong groeide op in het Friese Kollum. Hij is de oudste in een gezin van vier kinderen. Hij volgde de HBO-opleiding journalistiek in Kampen en was werkzaam als bedrijfsjournalist in Deventer. Sinds augustus 2009 werkt hij aan het verder uitbouwen van zijn uitgeverij en komt hij ook weer zelf aan schrijven toe.
In december 2004 startte hij met het uitgeven van het verhalenmagazine Pure Fantasy waarin hij opkomend schrijftalent en illustratoren van fantasy en sciencefiction een podium biedt. In 2005 werd zijn eerste roman De Raad van Zeven opgevolgd door Saga Santorian, een verhalenbundel met negen korte verhalen die hij schreef voor diverse schrijfwedstrijden. In 2006 won De Jong de Unleash Award voor zijn fantasyverhaal Valstrik in Aikririane.
In 2007 startte hij met een nieuwe uitgeverij 'Books of Fantasy'. Deze uitgeverij heeft inmiddels al bijna twintig boeken van diverse auteurs uitgebracht.